# Linum numidicum
Linum numidicum är en linväxtart som beskrevs av Svante Samuel Murbeck. Linum numidicum ingår i släktet linsläktet, och familjen linväxter. Inga underarter finns listade i Catalogue of Life.